# Juan Falcón (futbolista)
Juan Manuel Falcón Jiménez (Guanare, Estado Portuguesa, Venezuela; 24 de febrero de 1989) es un exfutbolista venezolano que jugaba como delantero y su último equipo fue el ACD Lara de la Primera División de Venezuela.

## Biografía

### Trujillanos FC
El 13 de septiembre de 2011 debutó en la Copa Sudamericana contra la Liga de Quito marcando su primer gol a los 30 segundos siendo su gol más rápido y el tercero más rápido en la competición y fue sustituido en el 74º.
En la Copa Sudamericana 2011 disputó 2 partidos marcando 1 gol jugando 139 minutos siendo eliminados en la segunda fase.

### Zamora FC
El 11 de febrero de 2014 debutó en la Copa Libertadores contra el Atlético Mineiro saliendo derrotado 0-1 disputando los 90 minutos.
El 12 de marzo de 2014 marcó su primer gol en Copa Libertadores contra el Santa Fe al minuto 84º dándole la victoria a su equipo 2-1 disputando los 90 minutos.
El 18 de marzo de 2014 marcó su primer doblete en Copa Libertadores contra el Santa Fe en los minutos 45+3º y 73º, siendo sustituido en el 85º en el empate de su equipo 2-2.
En la Copa Libertadores 2014 disputó 6 partidos marcando 4 goles siendo el goleador de su equipo disputó 535 minutos.

### FC Metz
Tras una buena temporada con el Zamora FC. El Football Club de Metz de Francia ficha al delantero venezolano por tres temporadas. La operación, según indican medios de comunicación franceses, costará 800.000 euros. El 31 de agosto anota su primer tanto en un encuentro contra el Olympique Lyonnais, donde su equipo ganó 2 a 1.

### Al-Fateh SC
Luego de no contar con muchos minutos en el equipo francés y no estar demostrando un nivel esperado, el delantero venezolano es cedido al Al-Fateh SC de la Primera División de Arabia Saudita para seguir su progresión como jugador.

## Clubes
| Club                   | País           | Año             | PJ  | Goles | Promedio |
| ---------------------- | -------------- | --------------- | --- | ----- | -------- |
| Portuguesa             | Venezuela      | 2006 - 2007     | 1   | 0     | 0        |
| Llaneros de Guanare    | Venezuela      | 2007 - 2010     | 63  | 14    | 0,22     |
| Mineros de Guayana     | Venezuela      | 2010            | 8   | 1     | 0,13     |
| Trujillanos            | Venezuela      | 2010 - 2012     | 45  | 7     | 0,16     |
| Zamora                 | Venezuela      | 2012 - 2014     | 72  | 42    | 0,58     |
| FC Metz                | Francia        | 2014 - 2016     | 36  | 6     | 0,17     |
| Al-Fateh               | Arabia Saudita | 2016            | 9   | 2     | 0,22     |
| Independiente Santa Fe | Colombia       | 2016            | 18  | 2     | 0,11     |
| Zamora                 | Venezuela      | 2017            | 19  | 7     | 0,37     |
| ACD Lara               | Venezuela      | 2018 - Presente | 13  | 4     | 0        |
| Total                  | Total          | Total           | 284 | 85    | 0,3      |

## Palmarés

### Campeonatos nacionales
| Título              | Club     | País      | Año     |
| ------------------- | -------- | --------- | ------- |
| Torneo Clausura     | Zamora   | Venezuela | 2014    |
| Primera División    | Zamora   | Venezuela | 2013/14 |
| Torneo Finalización | Santa Fe | Colombia  | 2016    |
| Torneo Clausura     | ACD Lara | Venezuela | 2018    |

### Copas internacionales
| Título           | Club     | País  | Año  |
| ---------------- | -------- | ----- | ---- |
| Copa Suruga Bank | Santa Fe | Japón | 2016 |

### Distinciones individuales
| Distinción                                                 | Año     |
| ---------------------------------------------------------- | ------- |
| Goleador de la Primera División de Venezuela con 19 goles. | 2013/14 |